# بيت ماهر (أرحب)

تعديل مصدري - تعديل

بيت ماهر هي إحدى قرى عزلة المنصور بمديرية أرحب التابعة لمحافظة صنعاء، بلغ تعداد سكانها 55 نسمة حسب تعداد اليمن لعام 2004.